# Solo (dryck)

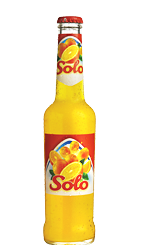

Solo är en norsk kolsyrad läskedryck som tillverkats sedan 1934. Drycken är gul och har apelsinsmak. 

## Historia
Drycken lanserades i Norge 1934. Dess recept härstammar ursprungligen från Spanien. Den kom till Norge genom Torleif Gulliksrud som under 1930-talet var verksam vid det svenska företaget K.B. Nordisk Import. Gulliksrud förmedlade idén om norsk tillverkning av Solo till Tønsberg Bryggeri. Solo fick snabbt rikstäckande distribution och var till långt in på 1960-talet Norges mestsäljande läskedryck. Nu (2006) ligger Solo på tredje plats i fråga om försäljning - efter Coca Cola och Pepsi Cola. I dag finns fyra Solotapperier varav Ringnes bryggeri är den överlägset största.
Det har också funnits en dryck i Sverige med namnet Solo. Till en början var denna dryck inte kolsyrad, men såldes i vanliga glas om 33 centiliter. Så småningom blev Solo en kolsyrad dryck, samtidigt som drycken Syd ändrade karaktär åt motsatt håll. Solo produceras i dag av Vasa bryggeri i Sundsvall.